# Jitka Bret Srbová
Jitka Bret Srbová (* 4. prosince 1976 Praha) je česká básnířka, redaktorka, literární publicistka.

## Životopis
Vystudovala Fakultu humanitních studií Univerzity Karlovy. V letech 2006–2011 byla šéfredaktorkou literárního on-line almanachu Wagon a je editorkou webového magazínu Ravt. Básně publikuje pod jménem Jitka N. Srbová. Od roku 2021 je předsedkyní Asociace spisovatelů.